# Ganné Tiqwa
Ganné Tiqwa (hebreiska: גני תקוה, Ganné Tikva) är en ort i Israel.   Den ligger i distriktet Centrala distriktet, i den norra delen av landet. Ganné Tiqwa ligger 79 meter över havet och antalet invånare är 12 213.
Terrängen runt Ganné Tiqwa är huvudsakligen platt. Ganné Tiqwa ligger uppe på en höjd. Runt Ganné Tiqwa är det mycket tätbefolkat, med 1 632 invånare per kvadratkilometer. Närmaste större samhälle är Petaẖ Tiqwa, 3,3 km norr om Ganné Tiqwa. Trakten runt Ganné Tiqwa består till största delen av jordbruksmark.